# Serge Akakpo
Serge Ognadon Akakpo (* 15. října 1987, Lomé) je fotbalový obránce z Toga a reprezentant své země, hráč klubu 1461 Trabzon na hostování v Trabzonsporu. Má i francouzský pas, v mládežnických kategoriích reprezentoval Francii.

## Klubová kariéra
S fotbalem začal v Auxerre, jelikož má také francouzské občanství. V mužstvu hrál nejprve za mládež, poté za rezervu a první mužstvo. V roce 2010 zamířil do Vaslui, odkud odešel do Celje. V zimním přestupovém období sezony 2011-2012 podepsal Žilinu. Po nevydařené podzimní části ročníku 2013/14 Corgoň ligy v mužstvu předčasně skončil. Nové angažmá si našel na Ukrajině, kde podepsal smlouvu s klubem FK Hoverla Užhorod platnou od ledna 2014.

## Reprezentační kariéra

### Togo
Akakpo se měl zúčastnit v dresu Toga Afrického poháru národů 2010, ale reprezentace Toga po útoku na jejich autobus v angolské exklávě Cabinda (několik mrtvých a zraněných) nenastoupila k prvnímu utkání šampionátu a byla diskvalifikována. Akakpo patřil mezi zraněné.
Zúčastnil se Afrického poháru národů 2013 v Jihoafrické republice, kde Togo vypadlo ve čtvrtfinále s pozdějším finalistou, týmem Burkiny Faso po porážce 0:1 po prodloužení.